# Chyżiwka
Chyżiwka (ukr. Хижівка) – wieś na Ukrainie, w obwodzie żytomierskim, w rejonie nowogrodzkim. W 2001 liczyła 525 mieszkańców, wśród których 524 jako ojczysty język wskazało ukraiński, a 1 gagauski.